# خانه (رمان رابینسون)
خانه (انگلیسی: Home) عنوان کتابی است از مریلین رابینسون که در سپتامبر ۲۰۰۸ توسط انتشارات فرار، اشتراوس و ژیرو منتشر گردید.
این رمان زندگی خانواده بوتون، به ویژه پدر، کشیش رابرت بوتون، و گلوری و جک، دو فرزند بالغ رابرت را روایت می‌کند که به گیلاد، آیووا به خانه بازمی‌گردند. همدم گیلیاد، خانه یک رمان مستقل است که همزمان اتفاق می افتد و برخی از رویدادهای مشابه را از زاویه ای متفاوت بررسی می کند.
این رمان برنده یکی از جوایز کتاب لس آنجلس تایمز در سال ۲۰۰۸، جایزه نارنجی داستانی ۲۰۰۹ و فینالیست جایزه ملی کتاب داستانی ۲۰۰۸ بود.
هوم یکی از «۱۰۰ کتاب قابل توجه سال ۲۰۰۸» توسط نیویورک تایمز، یکی از «بهترین کتاب‌های سال ۲۰۰۸» توسط واشینگتن پست، یکی از «کتاب‌های مورد علاقه ۲۰۰۸» لوس نام‌گذاری شد. آنجلس تایمز، یکی از "بهترین کتابهای سال ۲۰۰۸" سانفرانسیسکو کرونیکل و همچنین یکی از ده کتاب مورد علاقه جیمز وود منتقد کتاب نیویورکر در سال ۲۰۰۸.

## ترجمه فارسی
این کتاب توسط مرجان محمدی ترجمه و توسط نشر چلچله چاپ شده‌است.